# Bill Ivy
William David Ivy, conegut com a Bill Ivy   (Maidstone, 27 d'agost de 1942 - Hohenstein-Ernstthal, 12 de juliol de 1969), fou un pilot de motociclisme anglès que va guanyar el campionat del món de 125cc la temporada de 1967. Es va morir dos anys després durant els entrenaments del Gran Premi de l'Alemanya Oriental.

## Biografia

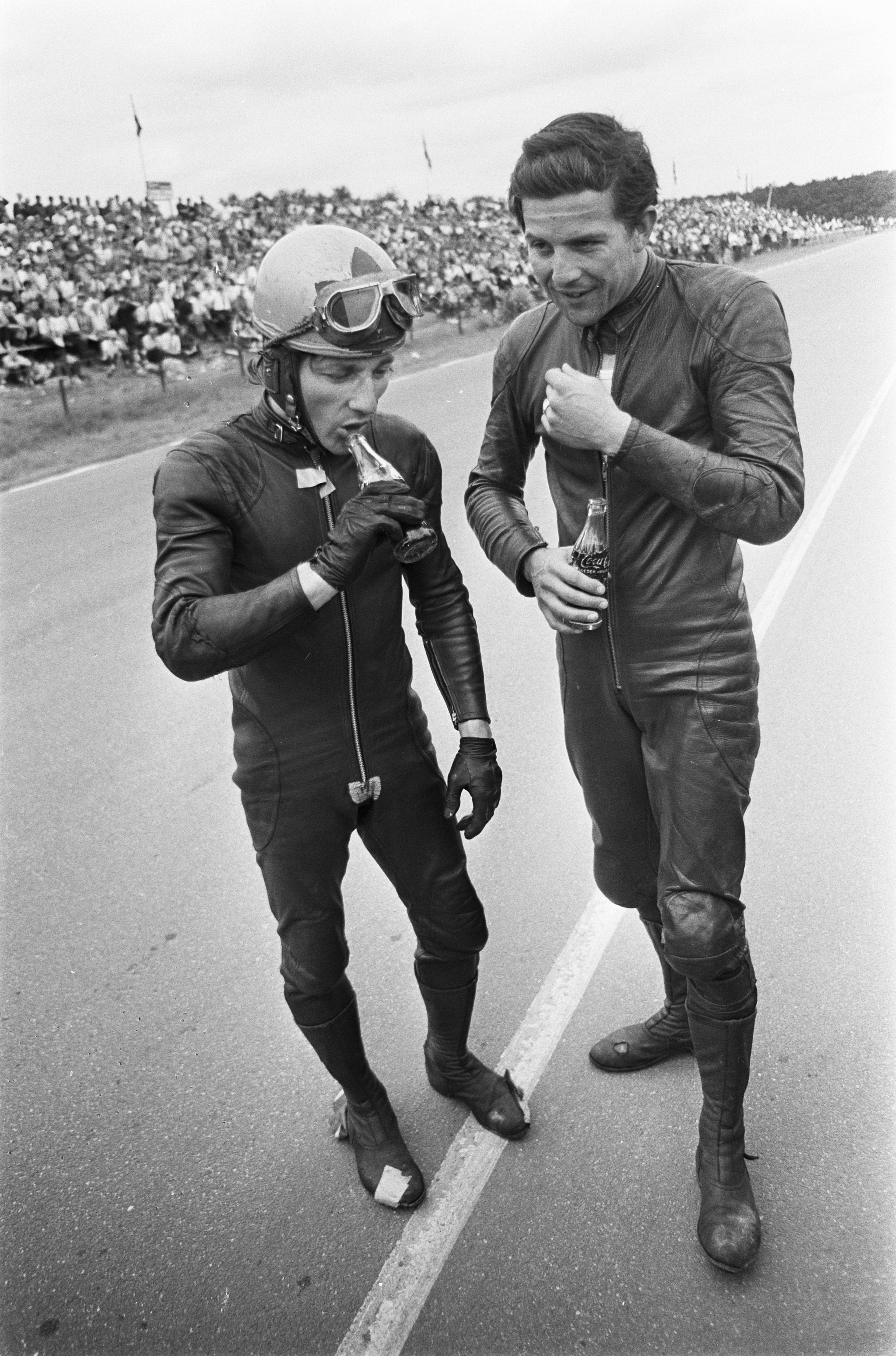
Bill Ivy (esquerra) amb Phil Read al Dutch TT de 1968

Anomenat familiarment Little Bill per la seva curta estatura, Ivy va començar a competir en curses de motociclisme el 1959 a Brands Hatch. La seva primera motocicleta de curses va ser una Itom de 50cc. Va debutar al TT de l'illa de Man el 1962 amb una Itom Chisholm i més tard va progressar i va arribar a pilotar una gran varietat de motos de competició als circuits curts del Regne Unit, entre elles algunes Honda, Bultaco, Yamaha, Norton, Cotton i Matchless. El maig de 1965 va entrar a l'equip de curses de Tom Kirby.
L'entrada d'Ivy al món dels Grans Premis es va produir a finals de 1965, quan va ser cridat al Japó per Yamaha a l'octubre com a substitut de Mike Duff després que el canadenc, pilot oficial de la marca, es trenqués una cama als entrenaments del GP del Japó. Ivy va acabar quart a la cursa de 125 cc i tercer a la de 250cc, el millor de tots els pilots de Yamaha. El 1966 va guanyar la seva primera cursa com a pilot de l'equip oficial de Yamaha a la primera ronda de la temporada, el GP d'Espanya de Montjuïc, i va aconseguir tres victòries més, per bé que finalment no pogué proclamar-se campió ja que Luigi Taveri el va superar per sis punts. El 1967, Ivy va dominar el campionat de 125 cc: en va guanyar vuit de les dotze curses i es va proclamar campió amb 16 punts d'avantatge sobre Phil Read. A més, va guanyar les curses de 250cc a França i Bèlgica.
El 1968, Ivy i el seu company d'equip Phil Read van controlar els campionats de 125 i 250cc. Al juny, durant el TT de l'illa de Man, Ivy va esdevenir el primer pilot de 125cc a fer una volta al famós circuit de l'illa a més de 100 mph. A mesura que avançava la temporada, Yamaha els va ordenar que guanyessin un títol cadascun, Ivy el de 250 i Read el de 125cc. Després d'assegurar-se el títol de 125cc, Read va ignorar les ordres de Yamaha i va acabar empatat a punts amb Ivy. El desempat es va decidir pels temps de cursa absoluts i Read es va endur el títol. Ivy va anunciar la seva retirada de les curses de motocicletes i afirmà que correria amb cotxes de Fórmula 2 durant la temporada següent.

### Mort
Tot i aconseguir uns resultats excel·lents a la Fórmula 2, el 1969, per tal de poder finançar millor les seves curses d'automobilisme, Ivy va acceptar una oferta de Jawa per a tornar als Grans Premis amb la seva motocicleta de 350cc. La temporada va començar de manera prometedora, ja que va ocupar dos segons llocs per darrere de Giacomo Agostini. Malgrat tot, durant els entrenaments de la cinquena cursa del campionat, al circuit de Sachsenring de l'antiga Alemanya de l'Est, el motor de la Jawa es va blocar en trencar-se la gàbia del coixinet de la biela inferior esquerra just quan Ivy provava de reajustar-se el casc, que se li havia descordat, amb una mà. La sotragada del motor el va tirar de la moto i el casc li va sortir disparat. Tant ell com la moto van anar lliscant fora de la pista fins que Ivy va impactar contra un pal de tanca sense protecció que el va rebotar al voral de la pista. El seu casc va anar a parar al costat oposat de la carretera.
Bill Ivy es va morir per les ferides causades per l'impacte amb el pal de la tanca, en què va patir fractura de crani, hemorràgia cerebral, diverses costelles trencades i una gran perforació en almenys un pulmó.

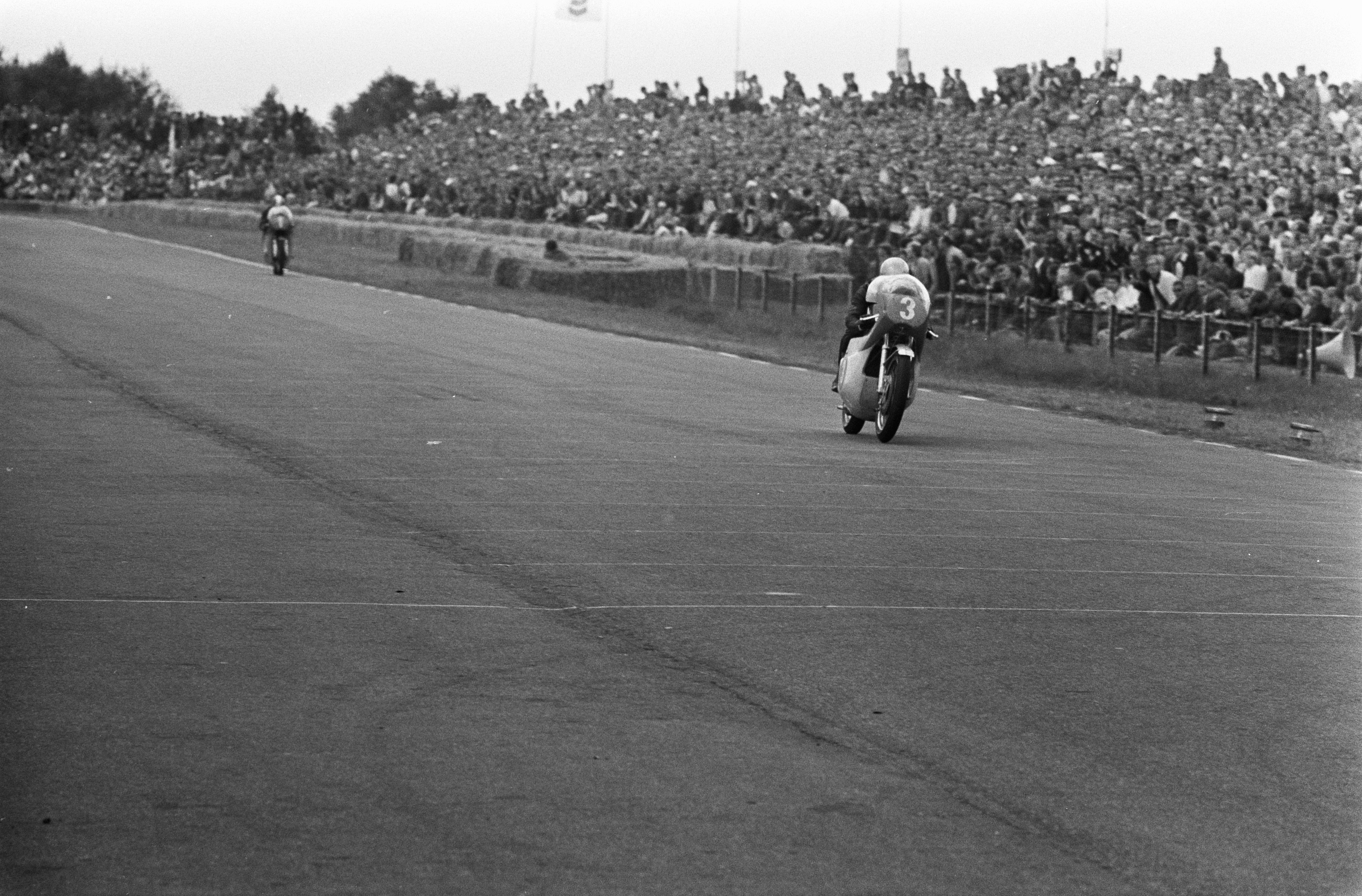
Bill Ivy (3) amb la Jawa davant d'Agostini al Dutch TT de 1969, dues setmanes abans de l'accident mortal

El seu cadàver va ser retornat a Ditton, prop de Maidstone, on es va oficiar una cerimònia funerària a l'església de St. Peter i tot seguit es va incinerar al crematori de Medway, a Blue Bell Hill Village.

## Especialista de cinema
Ivy va fer de doble en escenes motoritzades en dues pel·lícules. El 1965 va aparèixer a la pel·lícula de James Bond Thunderball amb una perruca rossa per tal d'assemblar-se més al personatge de la seqüència d'acció. També va aparèixer a la pel·lícula The Girl on a Motorcycle (1968), on va doblar als plans mitjans i llunyans a Marianne Faithfull.

## Resultats al Mundial de motociclisme
Fonts:
Barem de puntuació de 1950 a 1968:
| Posició | 1 | 2 | 3 | 4 | 5 | 6 |
| Punts   | 8 | 6 | 4 | 3 | 2 | 1 |

Barem de puntuació de 1969 a 1987:
| Posició | 1  | 2  | 3  | 4 | 5 | 6 | 7 | 8 | 9 | 10 |
| Punts   | 15 | 12 | 10 | 8 | 6 | 5 | 4 | 3 | 2 | 1  |

(Ids. Grans Premis | Llegenda) (Curses en negreta indiquen pole; curses en  itàlica indiquen volta ràpida)
| Any  | Categoria | Equip         | 1     | 2     | 3      | 4      | 5      | 6     | 7     | 8     | 9     | 10     | 11    | 12    | 13    | Punts | Posició | Victòries |
| ---- | --------- | ------------- | ----- | ----- | ------ | ------ | ------ | ----- | ----- | ----- | ----- | ------ | ----- | ----- | ----- | ----- | ------- | --------- |
| 1962 | 50cc      | Chisholm Itom | ESP - | FRA - | IOM 25 | NED -  | BEL -  | GER - | ULS - | DDR - | NAT - | FIN -  | ARG - |       |       | 0     | –       | 0         |
| 1963 | 50cc      | Sheene        | ESP - | GER - | FRA -  | IOM 7  | NED -  | BEL - |       |       | FIN - |        | ARG - | JPN - |       | 0     | –       | 0         |
| 1963 | 125cc     | Bultaco       | ESP - | GER - | FRA -  | IOM NC | NED -  | BEL - | ULS - | DDR - | FIN - | NAT -  | ARG - | JPN - |       | 0     | –       | 0         |
| 1965 | 125cc     | Yamaha        | USA - | GER - | ESP -  | FRA -  | IOM 7  | NED 4 |       | DDR - | CZE - | ULS -  | FIN - | NAT - | JPN 4 | 6     | 13è     | 0         |
| 1965 | 250cc     | Yamaha        | USA - | GER - | ESP -  | FRA -  | IOM NC | NED - | BEL - | DDR - | CZE - | ULS -  | FIN - | NAT - | JPN 3 | 4     | 16è     | 0         |
| 1965 | 350cc     | AJS           |       | GER - |        |        | IOM NC | NED - |       | DDR - | CZE - | ULS -  | FIN - | NAT - | JPN - | 0     | –       | 0         |
| 1965 | 500cc     | Matchless     |       | GER - |        |        | IOM NC | NED - | BEL - | DDR - | CZE - | ULS -  | FIN - | NAT - | JPN - | 0     | –       | 0         |
| 1966 | 125cc     | Yamaha        | ESP 1 | GER - |        | NED 1  |        | DDR 3 | CZE 3 | FIN - | ULS - | IOM 1  | NAT 3 | JPN 1 |       | 40    | 2n      | 4         |
| 1966 | 250cc     | Yamaha        | ESP - | GER 3 | FRA -  | NED -  | BEL 6  | DDR - | CZE - | FIN - | ULS - | IOM NC | NAT - | JPN - |       | 5     | 12è     | 0         |
| 1966 | 350cc     | Yamaha        |       | GER - | FRA -  | NED -  |        | DDR - | CZE - | FIN - | ULS - | IOM -  | NAT - | JPN 2 |       | 6     | 11è     | 0         |
| 1967 | 125cc     | Yamaha        | ESP 1 | GER - | FRA 1  | IOM NC | NED 2  | BEL - | DDR 1 | CZE 1 | FIN 2 | ULS 1  | NAT 1 | CAN 1 | JPN 1 | 56    | 1r      | 8         |
| 1967 | 250cc     | Yamaha        | ESP - | GER - | FRA 1  | IOM NC | NED 2  | BEL 1 | DDR 2 | CZE 2 | FIN 2 | ULS 3  | NAT 2 | CAN - | JPN 6 | 46    | 3r      | 2         |
| 1968 | 125cc     | Yamaha        | GER - | ESP - | IOM 2  | NED -  |        | DDR 2 | CZE - | FIN 2 | ULS 1 | NAT 1  |       |       |       | 34    | 2n      | 2         |
| 1968 | 250cc     | Yamaha        | GER 1 | ESP - | IOM 1  | NED 1  | BEL -  | DDR 1 | CZE 2 | FIN - | ULS 1 | NAT 2  |       |       |       | 46    | 2n      | 5         |
| 1969 | 350cc     | Jawa          | ESP - | GER 2 | IOM -  | NED 2  | DDR -  | CZE - | FIN - | ULS - | NAT - | YUG -  |       |       |       | 24    | 10è     | 0         |